# Gioas re di Giuda
Gioas re di Giuda (deutsch: Joas, König von Juda) ist ein Libretto zu einer azione sacra in zwei Teilen von Pietro Metastasio. Es ist das sechste seiner sieben in Wien geschriebenen Oratorienlibretti und wurde ungefähr 50 Mal vertont. Erstmals aufgeführt wurde es am 5. oder 7. April 1735 in der Vertonung von Georg Reutter in der Hofburgkapelle in Wien.
Eine deutsche Übersetzung des Librettos erschien 1753 und 1766 in Augsburg als Sprechdrama mit dem Namen Joas ein König der Juden in der Geistlichen Schaubühne des Ulmer Augustiners Peter Obladen.

## Handlung
Die Handlung des Librettos basiert auf den Kapiteln 11–12 im 2. Buch der Könige und den Kapiteln 22–24 im 2. Buch der Chronik des Alten Testaments. Nach der Ermordung des judäischen Königs Ahasja ließ seine Mutter Atalja seine Kinder töten, um selbst die Macht zu ergreifen. Lediglich der jüngste Sohn Joas wurde von seiner Tante Joscheba gerettet, beim Hohepriester Jojada verborgen und im Alter von sieben Jahren zum König ausgerufen.

„Nachdem Ochozias, der König, aus dem Stammen Davids, getödtet worden, veranstaltete die ruchlose Athalia seine Mutter, daß alle nachgelassene Prinzen des Ochozias umgebracht werden sollten, damit sie den Thron, welcher den unschuldiger Weise Entleibten zugestanden, desto ruhiger besteigen könnte. Allein Josaba, des ermordeten Königes Ochozias Schwester, und Ehegattinn des Hohenpriesters Jojadas, kam noch zu rechter Zeit zu der Ermordung der königlichen Prinzen, nahm mit großer Klugheit den jüngsten Prinzen Ozias mit Namen, nebst seiner Säugamme hinweg, und verbarg selben in dem Tempel; allda zug ihn Jojadas der Hohepriester unter dem Namen Oseas also in geheim auf, daß nicht nur allein Athalia nichts von ihm erfahren, sondern, wie aus göttlicher Schrift zu ersehen, nicht einmal Sebia von Bersabea, seine eigne Mutter, was von der Sache gewußt. Nachdem nun Joas, der königliche Prinz, das siebente Jahr zurück gelegt, entdeckte der eifrige Jojadas den Leviten, und dem gesammten Volke das Geheimniß, wo dann Athalia alsogleich getödtet, und der kleine Joas, als das einzige Zweiglein des davidischen Stammens, aus welchem der versprochene Erlöser erwartet wurde, auf den königlichen Thron erhoben worden.
4. Reg. c. 11. 12. Paralip. L. 2. c. 22. 23.“

### Erster Teil
Hohepriester Giojada erzählt seinem Vertrauten, dem Leviten Ismaele, dass Prinz Gioas das vor sechs Jahren von seiner Großmutter Atalía befohlene Massaker an seiner Familie überlebt hat. Nachdem er von seiner Tante (Giojadas Ehefrau Giosaba) gerettet worden war, hat er ihn unter dem Namen Oséa aufgezogen. Nun ist es an der Zeit, ihn auf den königlichen Thron setzen. Um unauffällig die nötige Anzahl von levitischen Unterstützern versammeln zu können, hat er ein Fest organisiert. Ismaele geht.
Oséa (Gioas) teilt Giojada seine Sorgen mit. Er hat beobachtet, dass sich die Leviten im Tempel bewaffnen, und meint, dass der Tempel dadurch entweiht wird. Sebía, die noch nicht weiß, dass Oséa ihr Sohn ist, kommt hinzu und berichtet, dass sie von Atalía herbeizitiert wurde. Als sie Oséa erblickt, regen sich Gefühle in ihr, und sie fragt sie Giojada nach ihm. Dieser antwortet, dass er Oséa als Waisen aufgenommen habe und die Namen seiner Eltern nicht nennen könne. Auch Gioas verspürt Zuneigung zu Sebía. Giojada schickt ihn fort. Da Sebías Gedanken sich nur noch um Oséa und ihren totgeglaubten Sohn drehen, erinnert Giojada sie an ihre Verabredung mit Atalía. Gleichzeitig versucht er, sie zu ermutigen. Sie geht. Giojada ist zuversichtlich, dass Gott seinen Plänen Erfolg verleihen werde.
Atalía ist auf dem Weg in den Tempel, um mit Giojada zu sprechen. Ihr Vertrauter, der Baalspriester Matan, warnt sie davor, weil dort nur der Gott Abrahams angebetet werde. Er bietet an, an ihrer Stelle mit Giojada zu reden. Daraufhin erklärt sie ihm ihren Plan: Sie will Giojada davon überzeugen, dass sie den Mord an ihren Enkeln lediglich gezwungenermaßen auf Befehl des israelitischen Königs ausgeführt, dabei aber einen der Prinzen gerettet habe. Diesen angeblichen Erben wolle sie noch an diesem Tag als ihren Nachfolger auf den Thron setzen, weil sie sich wegen der ungewöhnlichen Versammlung der Leviten sorge. Außerdem gebe es Gerüchte über das Überleben eines Nachfahren Davids, und sie befürchtet, dass jemand anderes auf ihre Idee kommen und einen erfundenen Prinzen zum Herrscher erklären könnte. Dem möchte sie zuvorkommen. Als sie Sebía kommen sieht, schickt sie Matan fort.
Furchtsam nähert sich Sebía der Königin. Diese begrüßt sie freundlich als „geliebte Schwiegertochter“ („diletta nuora“) und teilt ihr mit, dass die Ermordung ihrer Familie auf Veranlassung des Königs von Israel geschehen sei. Sie wolle nun mit Sebías Unterstützung jemand anderen als überlebenden Prinz ausgeben, denn an Sebías Worten werde niemand zweifeln. Auch Giojada sei bereits für diesen Plan gewonnen worden. Sebía zweifelt an ihren Worten und nimmt sich vor, Giojada danach zu fragen.
Im Schlusschor des ersten Teils bittet eine Gruppe hebräischer Frauen Gott um Schutz vor Betrug und Falschheit.

### Zweiter Teil
Matan erzählt Atalía von seinem Besuch im Tempel. Obwohl er der Wache sagte, dass er Giojada etwas Wichtiges mitzuteilen habe, sei er nicht eingelassen worden. Schließlich sei Giojada mit bewaffneten Männern herausgekommen. Er habe einen von ihnen zu sich gerufen und ihm von dem wiederentdeckten Erben erzählt. Dieser habe ihm jedoch nicht geantwortet. Auch Atalías Hoffnung auf die Unterstützung Sebías wird zunichte, als Matan ihr mitteilt, dass er sie auf dem Weg zum Tempel gesehen habe. Nun bleibt nur noch Gewalt als letztes Mittel zur Machterhaltung. Matan schlägt vor, den Tempel mitsamt den Menschen darin niederzubrennen. Atalía ist gleichermaßen von Zorn und Furcht überwältigt.
Giojada hat Gioas königlich gekleidet und begrüßt ihn als seinen „König“. Gioas möchte von ihm jedoch lieber „Sohn“ genannt werden. Giojada beruhigt Gioas’ Sorgen damit, dass er ihm bereits bei jeder Gelegenheit die königlichen Pflichten beigebracht habe. Seine neue Macht sei ein Geschenk Gottes, für das er aber später Rechenschaft ablegen müsse. Daher solle er sich in Mäßigkeit und Gerechtigkeit üben. Das Volk solle ihn als einen Vater lieben, nicht als Tyrannen fürchten. Er solle sich vor Schmeichlern hüten, sich von der Vernunft leiten lassen und auf die Führung Gottes trauen. Bevor sich er nun den Thron setze, solle er um Gottes Beistand beten. Gioas befolgt diesen Rat in seiner nächsten Arie.
Ismaele berichtet, dass Atalía ihre Soldaten zusammenrufe, um den Tempel anzugreifen. Giojada übergibt Gioas seiner Mutter Sebía und macht sich gemeinsam mit Isamele auf den Weg zum Tempel, um die Leviten zu unterstützen. Sebía glaubt nun, dass Giojada tatsächlich dem Wunsch Atalías nachgekommen ist und einen Betrüger als ihren Sohn ausgeben will. Sie beschimpft Gioas als Werkzeug einer Verräterei. Als Gioas ihr versichert, dass er wirklich ihr Sohn sei, erklärt sie ihm, dass Giojada auch ihn hintergangen habe. Sie möchte gehen, um den Verrat schnellstmöglich aufzuklären, wird dann aber doch von mütterlichen Gefühlen überwältigt.
Als Giojada zurückkehrt, macht Sebía ihm Vorwürfe. Er versichert ihr jedoch, dass Gioas tatsächlich ihr Sohn sei. Die Einzelheiten werde sie später erfahren. Die Leviten kommen hinzu. Giojada stellt ihnen Gioas als letzten Nachkommen Davids vor und zeigt ihnen ein rotes Mal an seinem Arm als Beweis. Dies überzeugt Sebía vollends. Giojada und die Leviten erklären Gioas zum neuen König. Gioas verspricht, Gottes Gesetze bewahren und verteidigen zu wollen, und die Leviten schwören ihm Treue, Liebe und Gehorsam. In diesem Moment erscheint Atalía. Giojada tritt ihr furchtlos entgegen und spricht ihre Verbannung aus. Atalía verfällt dem Wahnsinn. Sie wird aus dem Tempel geführt.
Ismaele berichtet, dass Atalía vor dem Tempel getötet wurde. Auch der Baalstempel sei inzwischen zerstört worden. Giojada erklärt, dass das Werk vollbracht sei und der Stamm Davids wieder herrsche. Der Chor der Leviten beendet das Oratorium: „Die Hoffnung der Gottlosen schwindet in einem Augenblick wie Wellenschaum oder Rauch im Wind. Nur die Hoffnung der Gerechten bleibt ewig, und ihre Zuversicht ist Gott selbst.“

## Gestaltung
Die sieben Wiener Oratorien Metastasios stehen in der Nachfolge derjenigen seines Amtsvorgängers Apostolo Zeno. Einfachheit und Klarheit im Aufbau sind vorherrschend. Metastasio verzichtete innerhalb der Handlung auf göttliche und allegorische Personen und hielt sich an die drei Aristotelischen Einheiten von Raum, Zeit und Handlung. Daher werden viele Passagen nur rückblickend erzählt. Seine theologischen Interpretationen halten sich streng an die exegetischen Vorgaben der Kirche. An vielen Stellen gab er Belege in Form von Bibelstellen und Zitaten aus Schriften von Kirchenlehrern an. Wie in seinen Opernlibretti wird die Handlung in Rezitativen dargestellt, die in Da-Capo-Arien münden. Ensemblestücke und Chöre werden nur sparsam eingesetzt.
Die Gestalt der Sebía als der Mutter Gioas’ wurde von Metastasio als zusätzliche Figur in die Handlung eingefügt.

## Vertonungen
Folgende Komponisten vertonten dieses Libretto:
| Komponist                                 | Uraufführung | Aufführungsort | Anmerkungen |  |
| ----------------------------------------- | --- | -------------- | --- |  |
| Georg Reutter                             | 5. oder 7. April 1735, Hofburgkapelle                                                                                   | Wien           | |  |
| Matthias Guretzky                         | 1736 | Brünn          | |  |
| Pietro Beretti                            | 1737, Chiesa dei RR. PP. della Rosa                                                                                     | Ferrara        | auch zur Fastenzeit 1739 im Hof in Modena |  |
| Michelangelo Magagni                      | 1737, Congregazione ed Ospizio di Gesù, Maria, e Giuseppe e della Santissima Trinità posta nella Compagnía di San Marco | Florenz        | auch am 14. Mai 1741 in Arezzo |  |
| Giovanni Nicola Ranieri Redi              | 1737 |                | |  |
| Charles Sodi                              | 1. Mai 1739, Chiesa dei SS. Filippo e Giacomo di Fano                                                                   | Pesaro         | |  |
| Giuseppe Maria Orlandini                  | 1744 | Pistoia        | |  |
| Niccolò Jommelli                          | 1745, Ospedale degl’Incurabili                                                                                          | Venedig        | in lateinischer Sprache als Joas (Übersetzung von G. B. Visino) |  |
| Angelo del Seaglies                       | 1745 |                | auch 1767 in Senigallia; 1764 im Teatro Pubblico in Camerino |  |
| Gennaro Manna                             | 17. Juli 1747 | Neapel         | |  |
| Giovanni Battista Costanzi                | 3. März 1748, oratorio della congregazione dell’Oratorio                                                                | Rom            | auch im September 1752 im Teatro in Jesi |  |
| Egidio Duni                               | 8. September 1749 | Bitonto        | |  |
| Lorenzo Minuti                            | 1751, San Marco | Florenz        | |  |
| Niccolò Piccinni                          | 1752 |                | |  |
| Gottlob Harrer                            | 1753, Großes Konzert, Inn zu den drei Schwanen                                                                          | Leipzig        | |  |
| Francesco Corbisiero                      | nach 1753, Oratorio dei RR.PP. della Congregazione di S. Filippo Neri                                                   | Venedig        | |  |
| Georg Christoph Wagenseil                 | 1755, Theater nächst der Burg                                                                                           | Wien           | auch 1774 im Stift Kremsmünster in Steyr |  |
| Marc’Antonio Carafa                       | 26. Dezember 1757, Cappella privata della duchessa di Giovenazzo                                                        | Rom            | |  |
| Antonio Speraindeo                        | 1759, Congregazione di S. Filippo Neri detti della Madonna di Galiera                                                   | Bologna        | |  |
| Giuseppe De Santis                        | 1760, chiesa de’ M. RR. PP. Carmelitani                                                                                 | Pesaro         | |  |
| Saverio Laurenti                          | 24. Februar 1760, S. Girolamo della Carità                                                                              | Rom            | |  |
| Don Diego Piccini                         | 9. März 1760, S. Girolamo della Carità                                                                                  | Rom            | |  |
| Angelo Gabriele Santacroce                | 21. März 1762, S. Girolamo della Carità                                                                                 | Rom            | |  |
| Johannes Ritschel                         | 1. April 1763, Cappella elettorale Palatina                                                                             | Mannheim       | |  |
| Pedro Avondano                            | 5. Dezember 1763 | Hamburg        | |  |
| Johann Georg Waßmuth                      | um 1765 |                | als Joas König in Juda; in Würzburg im Druck erschienen |  |
| Luigi Boccherini                          | 1770, S. Maria di Corteorlandini                                                                                        | Lucca          | G. 537 |  |
| Michele Arditi                            | 1767 |                | |  |
| Antonio Sacchini                          | 27. März 1767, Oratorio dei Filippini di Santa Maria in Vallicella                                                      | Rom            | |  |
| Giovanni Ricci                            | 1769 |                | auch am 25.–27. Juli 1777 in Cingoli |  |
| Johann Christian Bach                     | 22. März 1770, King’s Theatre am Haymarket                                                                              | London         | Libretto bearbeitet von Giovan Gualberto Bottarelli als Joash King of Juda |  |
| Joseph Willibald Michl                    | 1772, Kurfürstliches Schloss                                                                                            | Mainz          | als Joas ein König der Juden |  |
| Giovanni Valentini                        | 1774 | Civitavecchia  | auch 1778 im Oratorio di S. Filippo Neri in Rom |  |
| Franz Seydelmann                          | 1776, Hofkapelle | Dresden        | |  |
| Jan Antonín Koželuh                       | 28. März 1777 (Karfreitag), Kreuzherrenkirche                                                                           | Prag           | |  |
| Jacob Schuback                            | 1777 |                | |  |
| António da Silva Gomes e Oliveira         | 31. März 1778 | Lissabon       | |  |
| Pietro Pompeo Sales                       | 1781 | Koblenz        | |  |
| Domenico Conventati                       | 1782 |                | auch am 25. März 1791 in der Chiesa Nuova in Rom; 1792 im Teatro dei Nobili in Macerata |  |
| Lorenzo Baini                             | 1783, Oratorio di San Girolamo della Carita                                                                             | Rom            | Dem Bibliotheksdatensatz im Servizio Bibliotecario Nazionale zufolge stammt das Libretto von Giammartino Roncalli |  |
| Anton Teyber                              | Dezember 1786, Burgtheater                                                                                              | Wien           | |  |
| Domenico Coventati                        | 25. März 1791, Oratorio dei Filippini di Santa Maria in Vallicella                                                      | Rom            | |  |
| Antonio Casimir Cartellieri               | 29. März 1795 | Wien           | Cartellieri kürzte die Rezitative drastisch bis zur Unverständlichkeit und ergänzte im Gegenzug ein Duett und ein Terzett. Auch der Schluss ist deutlich erweitert. Im Uraufführungskonzert trat Ludwig van Beethoven mit seinem ersten Klavierkonzert in B-Dur erstmals als Pianist und Komponist in Wien auf. |  |
| Joseph Schuster                           | 1803 | Dresden        | |  |
| Luigi Mosca                               | 1806 | Palermo        | als Gioas riconosciuto |  |
| Pietro Paolo Bugeja                       | 1813 | Valletta       | |  |
| Favi / Nicolini                           | 1817 |                | |  |
| Giacomo Francesco Milano Franco d’Aragona | unbekannt |                | |  |
| Salvatore Pazzaglia                       | unbekannt |                | |  |
| Gaetano Maria Schiassi                    | unbekannt | Lissabon       | |  |

## Aufnahmen und Aufführungen in neuerer Zeit
- Michele Arditi:
  - 2012: Aufführung beim Festival „La voce degli Angeli“ in Presicce mit dem Barockensemble „Accademia dei Serenati“ unter der Leitung von Lucia Rizzello.[49]
- Pedro Avondano:
  - 2013: Aufführung in Belém (Lissabon) mit Divino Sospiro und dem Coro Gulbenkian unter der Leitung von Massimo Mazzeo. Sänger: Deborah York (Gioas), Gemma Bertagnolli (Sebia), Agata Bienkovska (Athalia), Filippo Mineccia (Mathan), Fernando Guimarães (Ismael), Nuno Dias (Gioiada).[45]
- Johann Christian Bach:
  - 1957: Aufführung in der Casino-Schouwburg in ’s-Hertogenbosch unter der Leitung von Frans van Amelsvoort.[79]
  - 2001: CD (Studioaufnahme) mit dem Barockorchester „Das Kleine Konzert“ und der Rheinischen Kantorei Dormagen unter der Leitung von Hermann Max. Solisten: Mechthild Georg (Atalia), Kai Wessel (Gioas), Markus Schäfer (Gioiada), Monika Frimmer (Ismaele), Tom Sol (Matan), Ulrike Staude (Sebia).[80]
- Luigi Boccherini:
  - 1998–2000: Aufführungen in S. Maria Corteolandini in Lucca  und bei den Musikfestspielen Saar 1999 sowie CD-Veröffentlichung nach der Wiederentdeckung des verschollenen zweiten Teils mit dem Orchestra da camera „Luigi Boccherini“ und der Polifonica Lucchese unter der Leitung von Herbert Handt. Sänger: Susanna Rigacci (Gioas), William Matteuzzi (Gioiada), Barbara Di Castri (Sebia), Maria Billeri (Athalia), Gastone Sarti (Matan), Eugenio Favano (Ismaele).[81][82][83][84]
- Antonio Casimir Cartellieri:
  - 1997: CD (Studioaufnahme) mit dem Detmolder Kammerorchester und dem Bachchor Gütersloh unter der Leitung von Gernot Schmalfuß. Solisten: Katharina Kammerloher (Gioas), Gesa Hoppe (Sebia), Ingeborg Herzog (Atalia), Thomas Quasthoff (Giojada), Hugo Mallet (Ismaele), Jörg Hempel (Matan).[85][86]

## Digitalisate
1. 1 2  Libretto (italienisch) als Digitalisat beim Münchener Digitalisierungszentrum. In: Opere del signor abate Pietro Metastasio, Band 6, Herissant, Paris 1780, S. 275 ff.
2. 1 2  Peter Obladen: Joas ein König der Juden (deutsche Übersetzung des Librettos). In: Geistliche Schaubühne. Zweyte verbesserte Auflage. Matthäus Rieger und Söhne, Augsburg und Leipzig 1766. Digitalisat beim Münchener Digitalisierungszentrum, S. 1.
3. ↑  Libretto (italienisch) des Oratoriums von Georg Reutter, Wien 1735 als Digitalisat bei Google Books.
4. ↑  Libretto (italienisch)  der Oper von Pietro Beretti, Modena 1739. Digitalisat im Corago-Informationssystem der Universität Bologna.
5. ↑  Libretto (italienisch) des Oratoriums von Michelangelo Magagni, Florenz 1737 als Digitalisat im Internet Archive.
6. ↑  Partitur des Oratoriums von Gennaro Manna, 1747 als Digitalisat beim International Music Score Library Project.
7. ↑  Libretto (italienisch/deutsch) des Oratoriums von Gottlob Harrer (?), Leipzig 1753 als Digitalisat bei der Universitäts- und Landesbibliothek Sachsen-Anhalt.
8. ↑  Libretto (italienisch) des Oratoriums von Francesco Corbisiero, Venedig als Digitalisat bei Google Books.
9. ↑  Libretto (italienisch/deutsch) des Oratoriums von Georg Christoph Wagenseil, Steyr 1774 als Digitalisat beim Münchener Digitalisierungszentrum.
10. ↑  Libretto (italienisch/englisch) des Oratoriums von Johann Christian Bach, London 1770 als Digitalisat bei ECCO (Eighteenth Century Collections Online, über deutsche Nationallizenz einsehbar).
11. ↑  Libretto (italienisch/deutsch) des Oratoriums von Joseph Willibald Michl, um 1770 als Digitalisat beim Münchener Digitalisierungszentrum.
12. ↑  Libretto (italienisch) des Oratoriums von Jan Antonín Koželuh, Prag 1777 als Digitalisat bei Google Books.
13. ↑  Libretto (italienisch/deutsch) des Oratoriums von Josef Schuster, Dresden 1804 als Digitalisat beim Münchener Digitalisierungszentrum.